# Transdev
Transdev, раніше Veolia Transdev — міжнародна приватна компанія, що працює у Франції в галузі громадського транспорту. 

Станом на листопад 2020 року Transdev працює в 17 країнах і територіях. 

Transdev створено 3 квітня 2011 року шляхом злиття Veolia Transport і Transdev S.A., спочатку рівноправно належачи Veolia Environnement і Caisse des Dépôts et Consignations (CDC), перша незабаром оголосила про плани відмовитися від своєї участі в бізнесі. 
Перші пріоритети Transdev полягали в тому, щоб зосередитися на своїх чотирьох основних ринках (Франція, Нідерланди, Німеччина та Сполучені Штати) і відмовитися від менш прибуткових підприємств, розташованих у більшості інших країн, для консолідації. 
На момент злиття Transdev різною мірою працювала в 27 країнах. 
У січні 2019 року Veolia продала свою решту 30% акцій Transdev групі Rethmann; з тих пір компанія об’єднала деякі свої дочірні компанії з Transdev.

## Історія
Групу створено в результаті злиття Veolia Transport з Transdev у березні 2011 року та спочатку називалася Veolia Transdev. 

Акції компанії спочатку порівну належали Veolia Environnement і державній Caisse des Dépôts (CDC), Первинна публічна пропозиція планувалася протягом 12 місяців після злиття. 

Через кілька місяців, у грудні 2011 року, Veolia оголосила про намір повністю вийти з транспортного бізнесу в середньостроковій перспективі. 

Запланований продаж спочатку провалився, і в жовтні 2012 року CDC оголосив, що має намір збільшити свою частку до 60 % шляхом збільшення капіталу, таким чином частка Veolia була б зменшена до 40 % 
 
Як наслідок, у березні 2013 року частина Veolia з назви компанії була видалена, і з тих пір компанія стала називатися Transdev. 
В рамках цієї операції Veolia спочатку мала придбати 66% акцій корсиканської поромної компанії SNCM у Transdev. 
Через хронічні збитки SNCM і можливу неплатоспроможність Veolia відмовилася виконувати цю угоду, що означало, що частковий вихід Veolia також було призупинено в листопаді 2013 року. 

Збільшення капіталу CDC не було здійснено. Натомість Рахунковій палаті Франції було доручено розслідувати злиття, яке спричинило значні збитки для державного CDC. 

У травні 2013 року Transdev продала всі свої холдинги у Східній Європі дочірній компанії DB Arriva. 

У грудні 2016 року Veolia Group продала 20% акцій Transdev компанії CDC за 220 мільйонів євро 

і шукала покупця на решту 30%. 

На початку жовтня 2018 року Rethmann Group оголосила про намір придбати решту 30% акцій Veolia Environnement. 

Оскільки бізнес дочірньої компанії Rethmann Rhenus Veniro був одночасно зареєстрований у компанії, Rethmann Group володіє 34% акцій Transdev, тоді як CDC володіє 66% капіталу та 67% прав голосу. 
 
Злиття завершено 9 січня 2019 року після того, як антимонопольні органи в Німеччині, Австрії та Австралії схвалили злиття. 

У Німеччині злиття Rhenus Veniro і Transdev GmbH створило другого за величиною оператора місцевого та регіонального громадського транспорту після Deutsche Bahn.
На початку березня 2019 року Transdev Group розпочала переговори з німецькою компанією Flixmobility про продаж Isilines/Eurolines France, третього за величиною оператора міжміських автобусних перевезень у Франції. 
 
На початку травня 2019 року Transdev домовився з Flixmobility про придбання Eurolines і бренду Isilines, який особливо популярний у Франції. 
Transdev Eurolines має дочірні компанії в кількох країнах – крім Франції, в Нідерландах (Eurolines Nederland, 100%), Бельгії (Eurolines Belgium, 100%), Чехії (Transdev Eurolines CZ, 100%) і Португалії (Internorte, 50,84% і Intercentro, 48,4%, обидві компанії повністю консолідовані). 
Transdev Eurolines все ще має інвестиції в Іспанії.

## Операції
Материнською компанією групи є Transdev Group SA, розташована в Іссі-ле-Муліно, публічна компанія з обмеженою відповідальністю згідно з французьким законодавством. 
Після схвалення залучених органів з питань конкуренції в січні 2019 року компанія належить французькій державній Caisse des Dépôts (CDC) з приблизно 66% акціонерного капіталу та німецькій Rethmann Group з 34% акцій.
Рада директорів складається з одинадцяти членів, з яких шість є представниками CDC, троє представниками Rethmann Group, один представник працівників і один незалежний член. 

Виконавчий комітет складається з десяти членів: головного виконавчого директора (CEO), п’яти керівників генерального секретаріату, фінансів, стратегії та трансформації, відділу кадрів і розвитку групи, а також керуючих директорів чотирьох основних ринкових зон: Франції, Північної та Центральної Європи, Північної Америки та міжнародного. 

У 2017 фінансовому році в групі працювало 74 300 співробітників (FTE), обсяг продажів склав 6,64 мільярда євро, EBITDA – 417,8 мільйона євро, а чистий прибуток – 76,6 мільйона євро. 
Чистий борг склав 527,5 млн євро. 
Найважливішими ринками за доходами були Франція (39%), США та Канада (18%), Нідерланди (12%), Німеччина (9%), Австралія та Нова Зеландія (8%) та Швеція (6%); 8% припадає на решту ринків. 
 
Операційна діяльність Transdev Group здійснюється дочірніми компаніями; консолідація групи містить близько 630 окремих компаній. 

На середину 2020-х група працює в 20 країнах на п’яти континентах і використовує 14 різних видів транспорту. Чисельність працівників наведена як 82 000 осіб. 

Згідно з попередньою інформацією, група мала 43 000 транспортних засобів у 22 трамвайними/легкорейкових компаніях.